# マルクス・メンドラー
マルクス・メンドラー（Markus Mendler 、1993年1月7日 - ）は、ドイツ・バイエルン州メミンゲン出身のプロサッカー選手。ブンデスリーガ・FC08ホンブルク所属。ポジションは、ミッドフィールダー。

## クラブ経歴
2008年、15歳で1.FCニュルンベルクの下部組織に入団。2010年にトップ昇格し、翌年のフリッツ・ヴァルター・メダルU-18部門で銅メダルを受賞した。しかしポジションを確保できず2014年にSVザントハウゼンに期限付き移籍。復帰後も扱いが変わらなかったため、3. リーガのシュトゥットガルト・キッカーズに移籍した。しかしここでもレギュラー確保には至らず、レギオナルリーガの1.FCザールブリュッケンに移籍。

## 代表歴
U-18世代からドイツ代表に選出されている。